# Serendipita invisibilis
Serendipita invisibilis är en svampart som först beskrevs av Franz Oberwinkler, och fick sitt nu gällande namn av P. Roberts 1993. Serendipita invisibilis ingår i släktet Serendipita, ordningen Auriculariales, klassen Agaricomycetes, divisionen basidiesvampar och riket svampar.   Inga underarter finns listade i Catalogue of Life.